# Millington (Tennessee)
Millington è una città degli Stati Uniti d'America, situata nello Stato del Tennessee, nella contea di Shelby.